# Hipódromo del Parque Oriental

Postkarte Hipódromo del Parque Oriental 1915

Das Hipódromo del Parque Oriental befand sich in Marianao, einem Stadtteil von Havanna, der Hauptstadt der Insel Kuba.
Es war eine klassische Pferderennbahn, die vom kubanisch-amerikanischen Jockey Club in Havanna betrieben wurde. Der Parque Oriental wurde 1915 gegründet und war die einzige Rennstrecke in Kuba in den Tagen, bevor Fidel Castro 1959 an die Macht kam.
Derzeit ist es ein Lager für Automobile der Firma Transimport.